# TT367
TT367 (Theban Tomb 367) è la sigla che identifica una delle Tombe dei Nobili ubicate nell'area della cosiddetta Necropoli Tebana, sulla sponda occidentale del Nilo dinanzi alla città di Luxor, in Egitto. Destinata a sepolture di nobili e funzionari connessi alle case regnanti, specie del Nuovo Regno, l'area venne sfruttata, come necropoli, fin dall'Antico Regno e, successivamente, sino al periodo Saitico (con la XXVI dinastia) e Tolemaico.

## Titolare
TT367 era la tomba di:
| Titolare | Titolo                                                              | Necropoli           | Dinastia/Periodo              | Note |
| -------- | ------------------------------------------------------------------- | ------------------- | ----------------------------- | ---- |
| Paser    | Capo degli arcieri, Figlio dell'harem reale, Compagno di Sua Maestà | Skeikh Abd el-Qurna | XVIII dinastia (Amenhotep II) |      |

## Biografia
Unica notizia biografica ricavabile: il nome della moglie Bakyt.

## La tomba
TT367 non venne ultimata, ma presenta la planimetria a "T" rovesciata tipica delle sepolture del periodo con un breve corridoio che dà accesso a una sala trasversale, con pilastri, e una sala perpendicolare alla prima. Sulle pareti della sala trasversale: il defunto, la moglie e portatori di offerte (1 in planimetria), in una sottoscena macellai all'opera; poco oltre (2) un uomo offre un mazzo di fiori, e una fanciulla una coppa, al defunto e alla moglie; su quattro registri sovrapposti: un banchetto in presenza di un complesso musicale (suonatrici di tamburelli, liuti, arpe, lire, arpe triangolari, un fanciullo danzante, un suonatore di arpa e alcuni servi che recano cibarie). Sul lato corto di nord-ovest, su un semipilastro non ultimato (3) una stele dipinta con testi dedicatori e un prete sem in offertorio al defunto; ai lati, su tre registri, scene di riti su statue. Su altra parete (4) il defunto e la moglie versano unguenti sugli offerenti; in una sottoscena, portatori di offerte con un toro dalle corna ornate di nastri preceduto da un macellaio. Sulla parete opposta (5) il defunto, la moglie e una figlia (di cui non è precisato il nome), preceduti da portatori di flabello e seguiti, su cinque registri, da uomini che recano stambecchi, tori dalla gobba, stambecchi e tori inghirlandati e un toro con le corna decorate e offerenti, offrono mazzi di fiori ad Amenhotep II seduto sotto un padiglione sulla cui base sono riportati i Nove Archi. SUlle pareti, appena abbozzate della sala longitudinale: nel corridoio di accesso (6) il defunto e la moglie in offertorio di essenze profumate a Osiride e (7) dipinti di epoca successiva, risalenti al periodo tolemaico e resti di testi.
Nel 2016 è stata pubblicata una ricerca che esamina la falsa porta nella tomba tebana di Paser, capitano degli arcieri durante il regno di Amenhotep II nel Nuovo Regno (ca. 1427 a.C.–1400 a.C.). Esistono pochi studi relativi alla tomba, ad eccezione del lavoro di Ahmed Fakhry nel 1934-35 .

### Annotazioni
1. ↑  La numerazione dei locali e delle pareti segue quella di Porter e Moss 1927, p. 416.
2. ↑  La prima numerazione delle tombe, dalla numero 1 alla 252, risale al 1913 con l'edizione del "Topographical Catalogue of the Private Tombs of Thebes" di Alan Gardiner e Arthur Weigall. Le tombe erano numerate in ordine di scoperta e non geografico; ugualmente in ordine cronologico di scoperta sono le tombe dalla 253 in poi.
3. ↑  I campi della Duat, ovvero l'aldilà egizio, si trovavano, secondo le credenze, proprio sulla riva occidentale del grande fiume.
4. ↑  Nella sua epoca di utilizzo, l'area era nota come "Quella di fronte al suo Signore" (con riferimento alla riva orientale, dove si trovavano le strutture dei Palazzi di residenza dei re e i templi dei principali dei) o, più semplicemente, "Occidente di Tebe".
5. ↑  le Tombe dei Nobili, benché raggruppate in un'unica area, sono di fatto distribuite su più necropoli distinte.
6. ↑  Le note, sovente di inquadramento topografico della tomba, sono tratte, fino alla TT252, dal "Topographical Catalogue" di Gardiner e Weigall, ed. 1913 e fanno perciò riferimento alla situazione dell'epoca.
7. ↑  Il "sem" era il prete, o l'erede, cui competeva la cerimonia di apertura della bocca per consentire al defunto di vivere pienamente della Duat.
8. ↑  L'iconografia dei Nove Archi, intesi come nemici dell'Egitto, è molto antica; il primo esempio si rinviene, infatti, sul piedistallo del trono della statua di Djoser a Saqqara, posti sotto i piedi del sovrano. Non esiste caratterizzazione dei popoli fino al regno di Amenhotep III; successivamente i Nove Archi varieranno a seconda delle condizioni diplomatiche o di attrito esistenti. Sotto la XVIII dinastia si annoveravano, tra gli altri, gli Haw-Nebwt, i popoli delle isole; gli Shwtyw, gli alto-nubiani; i Pedjetiw-Shw, "quelli del deserto orientale"; i Tjekhenw, i libici; mentre sotto Ramses II faranno la loro comparsa gli Hittiti, i Sangar (Babilonesi) e Naharina (Mitanni).

### Fonti
1. ↑  Gardiner e Weigall 1913.
2. ↑  Donadoni 1999,  p. 115.
3. ↑  Porter e Moss 1927, p. 430.
4. ↑  Porter e Moss 1927,  p. 430.
5. ↑  Porter e Moss 1927,  pp. 430-431.
6. ↑  (EN) THE FALSE DOOR IN THE TOMB OF PASER (TT.367), CAPTAIN OF ARCHERS, su researchgate.net.